# جانيت جوليان
جانيت جوليان (بالإنجليزية: Janet Julian)‏ هي ممثلة أمريكية، ولدت في 10 يوليو 1959 في الولايات المتحدة.

## وصلات خارجية
- جانيت جوليان على موقع IMDb (الإنجليزية)
- جانيت جوليان على موقع روتن توميتوز (الإنجليزية)
- جانيت جوليان على موقع أول موفي (الإنجليزية)
- جانيت جوليان على موقع قاعدة بيانات الفيلم (الإنجليزية)